# حسین عباس
حسین عباس (انگلیسی: Hassnain Abbas؛ زادهٔ ۱۵ اکتبر ۱۹۹۰) بازیکن فوتبال اهل پاکستان است.
وی همچنین در تیم ملی فوتبال پاکستان بازی کرده است.